# Tyler Myers
Tyler Myers (* 1. února 1990, Houston, Texas, USA) je hokejový obránce hrající v týmu Vancouver Canucks v severoamerické lize (NHL). Myers se sice narodil v USA, ale vyrůstal v Kanadě, kterou také reprezentuje v mezinárodním hokeji.

## Individuální úspěchy
- 2009 - AirBC Trophy (Kelowna Rockets)
- 2009 - All-Star Team západní konference WHL (Kelowna Rockets)
- 2010 - NHL All-Rookie Team (Buffalo Sabres)
- 2010 - Calder Memorial Trophy (Buffalo Sabres)

## Týmové úspěchy
- 2008 - Zlato na Mistrovství světa do 18 let (Kanada)
- 2009 - Zlato na Mistrovství světa juniorů (Kanada)
- 2009 - Ed Chynoweth Cup (Kelowna Rockets)
- 2012/13 - Mistr Erste Bank Eishockey Ligy (EC KAC)
- 2023 - Zlato na Mistrovství světa v ledním hokeji (Kanada)

## Klubové statistiky
| Sezona     | Klub                     | Soutěž     | Základní část | Základní část | Základní část | Základní část | Základní část | Play off | Play off | Play off | Play off | Play off |
| Sezona     | Klub                     | Soutěž     | Z             | G             | A             | B             | TM            | Z        | G        | A        | B        | TM       |
| ---------- | ------------------------ | ---------- | ------------- | ------------- | ------------- | ------------- | ------------- | -------- | -------- | -------- | -------- | -------- |
| 2005–06    | Notre Dame Midget Hounds | SMHL       | 34            | 4             | 6             | 10            | 78            | —        | —        | —        | —        | —        |
| 2005–06    | Kelowna Rockets          | WHL        | 9             | 0             | 1             | 1             | 2             | 8        | 1        | 0        | 1        | 2        |
| 2006–07    | Kelowna Rockets          | WHL        | 59            | 2             | 13            | 15            | 78            | —        | —        | —        | —        | —        |
| 2007–08    | Kelowna Rockets          | WHL        | 65            | 6             | 13            | 19            | 97            | 7        | 1        | 2        | 3        | 12       |
| 2008–09    | Kelowna Rockets          | WHL        | 58            | 9             | 33            | 42            | 105           | 22       | 5        | 15       | 20       | 29       |
| 2009–10    | Buffalo Sabres           | NHL        | 82            | 11            | 37            | 48            | 32            | 6        | 1        | 0        | 1        | 4        |
| 2010–11    | Buffalo Sabres           | NHL        | 80            | 10            | 27            | 37            | 40            | 7        | 1        | 5        | 6        | 16       |
| 2011–12    | Buffalo Sabres           | NHL        | 55            | 8             | 15            | 23            | 33            | —        | —        | —        | —        | —        |
| 2012–13    | EC KAC                   | EBEL       | 17            | 3             | 7             | 10            | 37            | —        | —        | —        | —        | —        |
| 2012–13    | Buffalo Sabres           | NHL        | 39            | 3             | 5             | 8             | 32            | —        | —        | —        | —        | —        |
| 2013–14    | Buffalo Sabres           | NHL        | 62            | 9             | 13            | 22            | 58            | —        | —        | —        | —        | —        |
| 2014–15    | Winnipeg Jets            | NHL        | 24            | 3             | 12            | 15            | 16            | 4        | 1        | 0        | 1        | 2        |
| 2015–16    | Winnipeg Jets            | NHL        | 73            | 9             | 18            | 27            | 72            | —        | —        | —        | —        | —        |
| 2016–17    | Winnipeg Jets            | NHL        | 11            | 2             | 3             | 5             | 13            | —        | —        | —        | —        | —        |
| 2017–18    | Winnipeg Jets            | NHL        | 82            | 6             | 30            | 36            | 48            | 16       | 4        | 3        | 7        | 8        |
| 2018–19    | Winnipeg Jets            | NHL        | 80            | 9             | 22            | 31            | 63            | 6        | 0        | 0        | 0        | 4        |
| 2019–20    | Vancouver Canucks        | NHL        | 68            | 6             | 15            | 21            | 49            | 10       | 0        | 0        | 0        | 24       |
| 2020–21    | Vancouver Canucks        | NHL        | 55            | 6             | 15            | 21            | 51            | —        | —        | —        | —        | —        |
| 2021–22    | Vancouver Canucks        | NHL        | 82            | 1             | 17            | 18            | 66            | —        | —        | —        | —        | —        |
| 2022–23    | Vancouver Canucks        | NHL        | 78            | 1             | 16            | 17            | 76            | —        | —        | —        | —        | —        |
| NHL celkem | NHL celkem               | NHL celkem | 918           | 88            | 254           | 342           | 710           | 49       | 7        | 8        | 15       | 58       |

### Reprezentační statistiky
| 2008                   | Kanada 18'             | MS 18'                 | 7  | 1 | 1 | 2 | 10 |
| 2009                   | Kanada 20'             | MSJ                    | 6  | 1 | 0 | 1 | 2  |
| 2010                   | Kanada                 | MS                     | 7  | 0 | 2 | 2 | 4  |
| 2014                   | Kanada                 | MS                     | 8  | 0 | 2 | 2 | 6  |
| Reprezentace do 18 let | Reprezentace do 18 let | Reprezentace do 18 let | 7  | 1 | 1 | 2 | 10 |
| Juniorská reprezentace | Juniorská reprezentace | Juniorská reprezentace | 6  | 1 | 0 | 1 | 2  |
| Seniorská reprezentace | Seniorská reprezentace | Seniorská reprezentace | 15 | 0 | 4 | 4 | 10 |